# 비야강

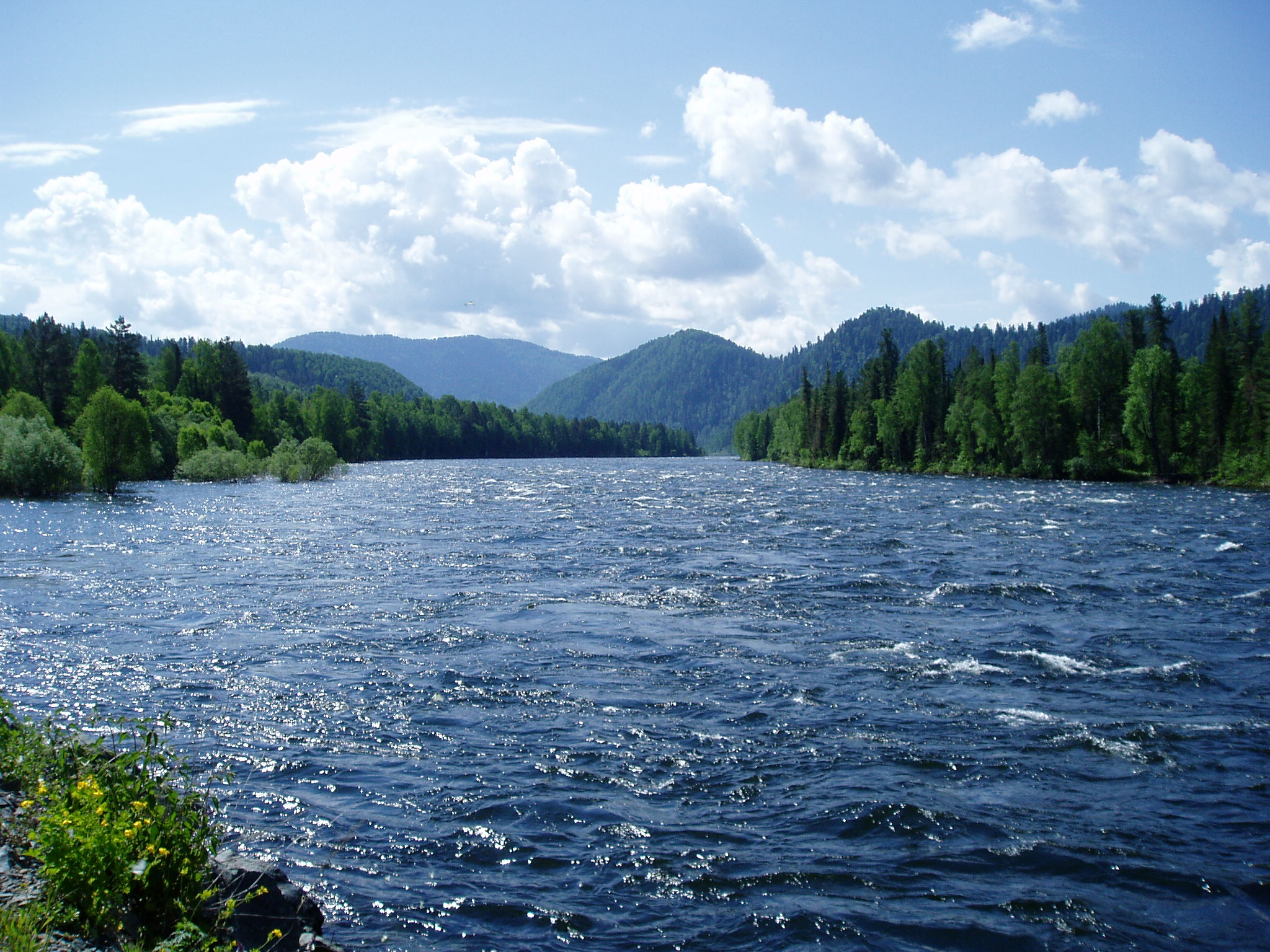
비야강

비야강(러시아어: Бия, 알타이어: Бий-суу)은 알타이 공화국을 흐르는 강이다. 오비강으로 흘러들어간다.